# Condado de Wyandot
El condado de Wyandot (en inglés, Wyandot County) es una subdivisión administrativa del estado de Ohio, Estados Unidos. Según el censo de 2020, tiene una población de 21 900 habitantes.
La sede del condado es Upper Sandusky.

## Geografía
Según la Oficina del Censo, el condado tiene una superficie total de 1056 km², de los que 1054 km² son tierra y 2 km² son agua.

## Condados adyacentes
- Condado de Seneca (norte)
- Condado de Crawford  (este)
- Condado de Marion (sur)
- Condado de Hardin  (suroeste)
- Condado de Hancock (noroeste)

## Demografía
Según el censo del 2000, los ingresos medios de los hogares del condado eran de 38.839 dólares y los ingresos medios de las familias eran de 45.173 dólares. Los hombres tenían unos ingresos anuales de 31.716 dólares frente a 22.395 dólares que percibían las mujeres. Los ingresos medios por habitante eran de 17.170 dólares. Alrededor del 5,5% de la población estaba bajo el umbral de pobreza nacional.
De acuerdo con la estimación 2015-2019 de la Oficina del Censo, los ingresos medios de los hogares del condado son de 55.767 dólares y los ingresos medios de las familias son de 67.718 dólares. Los ingresos medios por habitante en los últimos doce meses, medidos en dólares de 2019, son de 28.541 dólares. Alrededor del 7,4% de la población está bajo el umbral de pobreza nacional.

## Ciudades y pueblos
- Upper Sandusky
- Carey
- Harpster
- Kirby
- Marseilles
- Nevada
- Sycamore
- Wharton